# Roberto Sosa (Autor)

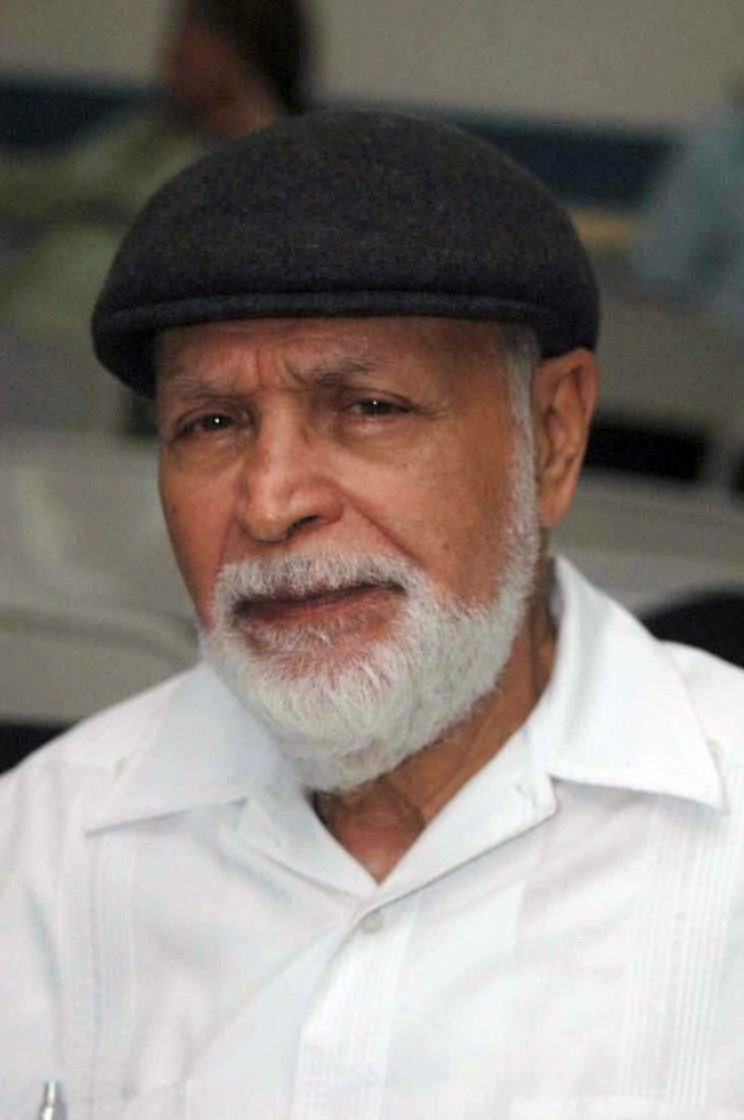
Roberto Sosa

Roberto Sosa (* 18. April 1930 in Yoro; † 23. Mai 2011 in Tegucigalpa) war ein honduranischer Schriftsteller.

## Leben
Sosa stammte aus sehr einfachen Verhältnissen; bereits als Kind musste er mitarbeiten, um seine Familie zu versorgen. Aus seiner Jugendzeit datieren die ersten Schreibversuche. Langsam und stetig wuchs seine Bekanntheit und mit seiner Berufung zum Herausgeber der Zeitschrift „Presente“ hatte er einen ersten Höhepunkt seiner Karriere erreicht.
Als solcher wurde er später für einige Jahre an der Universidad Nacional Autónoma de Honduras (Tegucigalpa) mit einem Lehrauftrag betraut. Er lebte zuletzt als freier Schriftsteller in der Hauptstadt seines Heimatlandes.

## Ehrungen
- Premio Adonáis für die Lyrikanthologie „Los pobres“
- Premio Casa de las Américas für „Un mundo para todos dividido“

## Werke (Auftrag)
Einzelausgaben
- Caligramas. 1959.
- Hasta el sol de hoy. 1987.
- El llanto de la cosas. 1995.
- Mar interior. 1967.
- Máscara suelta. 1994.
- Un mundo para todos dividido. 1971.
- Los pesares juntos.
- Los pobres. 1969.
- Prosa armada. 1981.
- Secreto militar. 1985.

Werkausgabe
- Obras completas. Tegucigalpa 1990.